# Edwin Brienen

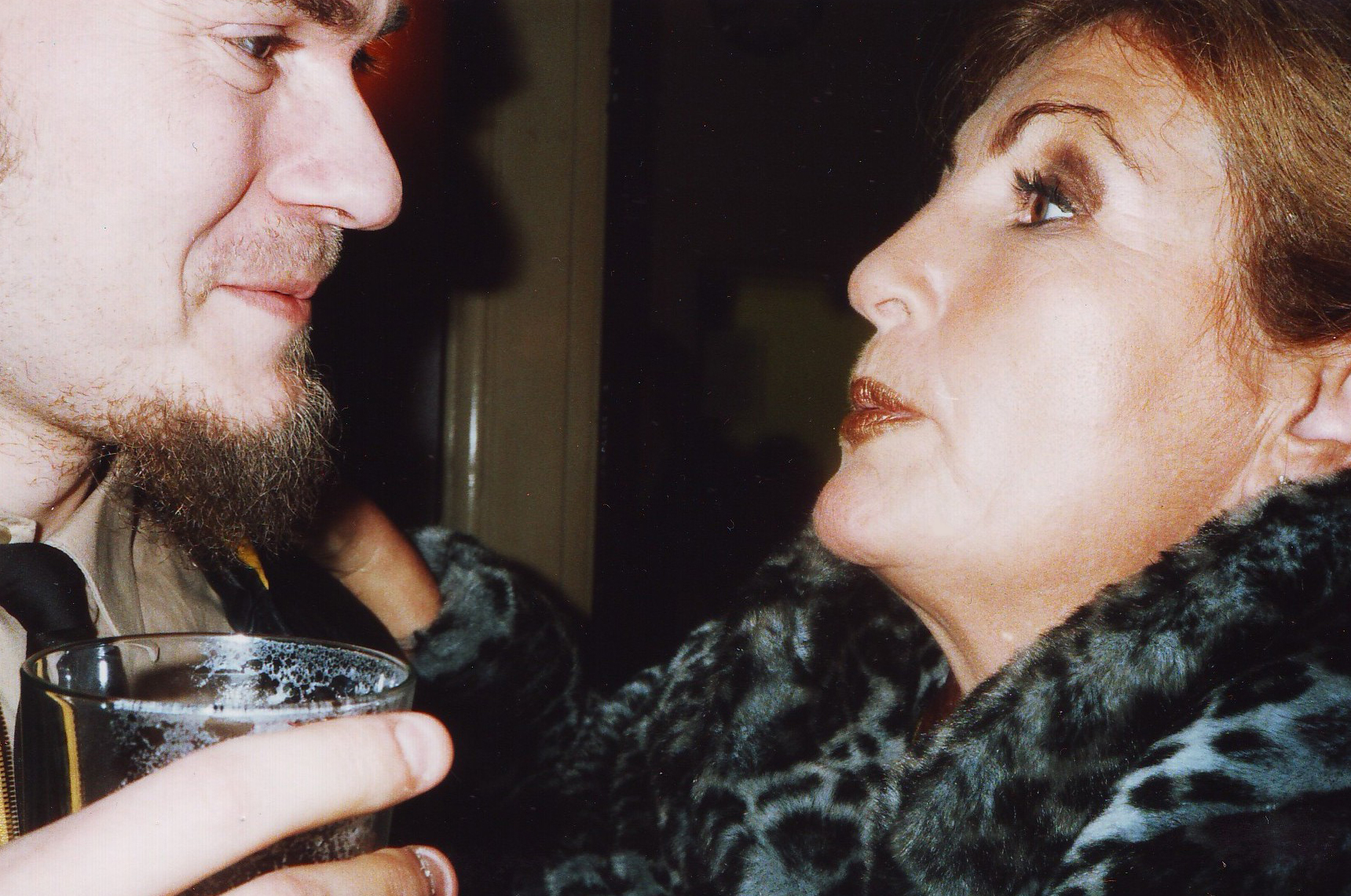
Edwin Brienen und Marjol Flore bei einer Filmpremiere

Edwin Brienen (* 15. Juni 1971 in Alkmaar) ist niederländischer Filmregisseur, Schauspieler, Filmproduzent, Journalist und Radiomoderator. Er ist ein Exponent des Autorenkinos und schreibt die Drehbücher für seine Filme immer selbst. Bekannt ist er in den Niederlanden durch seine Radioshows für VPRO auf 3FM in den 1990er Jahren. In Deutschland wurde er oft als ‘der niederländischen Fassbinder’ betitelt, nicht nur wegen seines Filmstils, auch wegen seiner Produktivität. Er wohnte von 2000 bis 2002 in Manhattan, New York City. Seit 2003 lebt er in Berlin. Brienen gibt kaum Interviews und spricht nicht über sein Privatleben. Bis heute (2012) hat Brienen 14 Spielfilme abgedreht.

## Leben
Schon als Kind war Brienen in der Radio- und Fernsehwelt beschäftigt. Er sang im Fernsehkinderchor Kinderen voor Kinderen und moderierte diverse Radiosendungen. Nach dem Abitur 1989 studierte Brienen Philosophie und Psychologie an den Universitäten in Utrecht und Rotterdam. Aufgewachsen mit einer religiösen Mutter im Rotlichtmilieu in Amsterdam, war Brienens Jugend eine bizarre Mischung aus religiöser Dogmatik und explizitem Freisinn.
1993 holte ihn der nationale Radio- und Fernsehsender VPRO. Über sechs Jahre moderierte Brienen zur Prime Time auf 3FM die wöchentlichen Shows De Moordlijst (alternative Albumcharts) und Koud Zweet (Magazin). Seine Shows sorgten landesweit für Wirbel, besonders ein inszenierter Selbstmord während einer Livesendung. Brienen war Initiator der X-Rated Porno Extravaganzas, wegweisenden Multimedia-Spektakeln in der Amsterdamer Clubszene, die die Darstellung von Kunst und Pornographie auf der Bühne vereinte. Dem Massenpublikum bekannt wurde Brienen 1996 mit der Fernsehsendung Ultra Vista!, das schnell in den Status eines Kultprogramms geriet. In den 1990er Jahren schrieb er Beiträge für die Musikmagazine Opscene und OOR. Während einer zweieinhalbjährigen Pause bei VPRO führte er bei vielbeachteten TV-Shows für Yorin Regie, so zum Beispiel Buch, Burger & Buitenlui und Hoe Hoort het Eigenlijk? mit Theo van Gogh.

## Filmkarriere

### Anfang
Im Jahr 2000 schrieb, inszenierte und produzierte Brienen seinen Debütfilm Terrorama! – Eine dunkle Geschichte über eine Gruppe von abgestumpften Künstlern, die in einem Gewaltakt psychologische Freiheit suchen. Der Film machte schon lange vor seiner Veröffentlichung Schlagzeilen, als die Zeitungen über sexuelle Exzesse und schweren Drogenmissbrauch schrieben. Ein Jahr später kehrte Brienen zum Sender VPRO zurück und produzierte im September eine Reportage über die New Yorker Underground-Szene. Dort wurde er Augenzeuge des Anschlags auf das frühere World Trade Center. Wegen des Anschlags musste er die New Yorker Premiere von Terrorama! absagen.
Brienens letzte niederländischsprachiger Film, Both Ends Burning, wurde 2004 geboren. Zu dieser Zeit wohnte der Regisseur schon in Berlin. Seine ersten vier Filme wurden auf einem Brienenfestival in zahlreichen niederländischen Kinos und Theater gezeigt. Aufgrund des Mordes an Theo van Gogh, wurde eine neue Version von Terrorama! veröffentlicht, worin er einen Koranprediger verkörperte. Im Frühjahr 2005 produzierte Brienen den Kurzfilm Das absolut Böse, wobei er sein erstes Experiment mit Choreographie machte. Zeitgleich brachte der Kultursender ARTE ein TV Special über Brienen und seinem Debütfilm Terrorama! heraus, den der Sender mit Kubricks Clockwork Orange verglich.

### Berliner Filme
Im Winter 2005 kam Brienens erster deutschsprachiger Film mit dem Titel Warum Ulli sich am Weihnachtsabend umbringen wollte ins Kino. Dieser Film verdient vielleicht die Bezeichnung für den ‚am schnellsten gedrehter Film’. In Begleitung einer Gruppe Künstler, hatte der arbeitswütige Regisseur den wilden Plan gefasst, einen kompletten Spielfilm in einem Monat zu produzieren, filmen und zur Kinoveröffentlichung fertigzuschneiden. Im Dezember 2005 war der Film in diversen deutschen Kinos zu sehen und bekam positive Kritiken. Brienens Kampf mit dem niederländischen Filmfestival (das 2001 Terrorama verweigerte) wurde beigelegt und Last Performance durfte 2006 auf dem Festival Premiere feiern. Der Film spielt in der New Yorker Theaterszene. Im Jahre 2008 arbeitete Brienen mit dem österreichischen Schauspieler Erwin Leder zusammen. Leder, bekannt aus Das Boot und Underworld, lernte Edwin bei den Aufnahmen zum deutschen Film Chien Fuck kennen, in dem beide eine Rolle spielten. Leder spielt in L’amour toujours Pygor, einen besessenen Regisseur, der eine auffallende Ähnlichkeit mit dem realen Regisseur hat.
Ende 2009 produzierte Brienen Revision – Apocalypse II, in dem Eva Dorrepaal die Hauptrolle spielt. Der Film spielt mit Themen wie Angst, Kontrolle durch die Regierung und der neuen Weltordnung. Danach beschloss Brienen wieder zwei deutschsprachige Filme zu drehen, zuerst Viva Europa! der am 9. November 2009, exakt 20 Jahre nach dem Mauerfall spielt. Der Film ist ein subversives Märchen über die Konsequenzen eines vereinigten Europas. Am 8. November 2009 war die Premiere in der Berliner Volksbühne. Der 2011 gedrehte Film Lena will es endlich wissen ist eine melancholische, im 70er Jahre Stil gedrehte Komödie und kann als Brienens kommerziellster Film bisher angesehen werden.
2012 erschien Exploitation im Kino. Im Dezember 2016 wurde Brienens 15. Spielfilm Gott uraufgeführt. Es ist eine Geschichte über die Striptease-Tänzerin Alice, deren Freund von einem korrupten politischen Regime gejagt wird, nachdem ihm geheime Regierungsdokumente zugespielt wurden. Eine Nonne, die in einem Netz von Intrigen und gewalttätigen Drohungen gefangen ist, konfrontiert Alice mit ihrem hartnäckigen Dogmatismus. Der Film war 2017 beim Great Lakes Film Festival in der Kategorie „best narrative feature“ nominiert. Im selben Jahr präsentierte das angesehene Centrum Filmowe Kraków eine Edwin-Brienen-Filmretrospektive.
Danach nahm sich Brienen zwei Jahre frei, um an seinem Debütroman zu schreiben. Im Jahr 2020 kehrte er mit dem Kurzfilm Accidents Never Happen in a Perfect World zurück, der während des Lockdowns der COVID-19-Pandemie gedreht wurde.

## Musikvideos
Brienen führt unregelmäßig für Musikvideos Regie. Er arbeitete mehrmals mit Joachim Witt und dem britischen Duo Noblesse Oblige zusammen. Sein Video für Rummelsnuffs „Nathalie“, mit der Schauspielerin Laura Tonke in der Hauptrolle, wurde im Spex als Video des Monats gewählt.

## Radio
Brienen war zwischen 1992 und 2004 Moderator für den niederländischen Sender VPRO (mit kurzer Unterbrechung 1999/2000). 2007 machte er einige Shows für den Internetsender Cybernetic Broadcasting System. Seit 2011 produziert Brienen deutschsprachige Hörspiele für das Radioprogramm des WDR. Sein Hörspiel „Als der Satan laufen lernte“ würde Ende Oktober 2011 ausgestrahlt.

## Filmografie

### Spielfilme
- 2001: Terrorama!
- 2002: Antifilm
- 2003: Lebenspornografie
- 2004: Both Ends Burning
- 2005: Warum Ulli sich am Weihnachtsabend umbringen wollte
- 2006: Edwin Brienen’s Hysteria
- 2006: Last Performance
- 2007: I’d Like to Die a Thousand Times
- 2008: L’amour toujours
- 2009: Viva Europa!
- 2009: Phantom Party
- 2010: Revision – Apocalypse II
- 2011: Lena will es endlich wissen
- 2012: Exploitation
- 2016: God
- 2024: Bleh!

### Kurzfilme und andere Projekte
- 2005: Das absolut Böse (Kurzfilm)
- 2006: My First Show (Kurzfilm)
- 2006: U zij de Glorie (Kurzfilm)
- 2007: Ich fang den Schuss mit meinem Gehirn (Dokumentarfilm)
- 2009: Freier Fall – eisern einsam ist der Rummelkäpt'ns Weg (Kurzfilm)
- 2020: Accidents Never Happen in a Perfect World (Kurzfilm)
- 2020: horreur fatigue (Kurzfilm)

### Musikvideos
- 2006: Quel genre de garçon  (Musikvideo für Noblesse Oblige)
- 2007: Wem gehört das Sternenlicht? (Musikvideo für Joachim Witt)
- 2007: Goldener Reiter 2007 (Musikvideo für Joachim Witt)
- 2007: Twisted Forever (Musikvideo für Bunny Lake)
- 2007: Herbergsvater (Tri-Tra-Trul-La-La) (DanzmusikMix)  (Musikvideo für Joachim Witt)
- 2008: Skidder  (Musikvideo für Virgin Fang)
- 2008: Last Night’s Party (Musikvideo für Ravage! Ravage!)
- 2009: Nathalie (Musikvideo für Rummelsnuff)
- 2010: The Great Electrifier (Musikvideo für Noblesse Oblige)
- 2012: Cathedral City Comedown (Musikvideo für The Pre New)
- 2013: Starman (Musikvideo für Sally Shapiro Feat. Electric Youth)
- 2020: Dido’s Lament (Musikvideo für Bleedingblackwood)